# Kingston (Missouri)
Kingston é uma cidade localizada no estado americano de Missouri, no Condado de Caldwell.

## Geografia
De acordo com o United States Census Bureau tem uma área de 1,5 km², dos quais 1,5 km² cobertos por terra e 0,0 km² cobertos por água.

### Localidades na vizinhança
O diagrama seguinte representa as localidades num raio de 20 km ao redor de Kingston.

## Demografia
Segundo o censo americano de 2000, a sua população era de 287 habitantes.
Em 2006, foi estimada uma população de 296, um aumento de 9 (3.1%).

## Lista de marcos
A relação a seguir lista as entradas do Registro Nacional de Lugares Históricos em Kingston.
- Caldwell County Courthouse
- Far West